# Dynamine myrson
Dynamine myrson is een vlinder uit de familie Nymphalidae. De wetenschappelijke naam van de soort is, als Eubagis myrson, voor het eerst geldig gepubliceerd in 1849 door Edward Doubleday.